# Acacia lanei
Acacia lanei é uma espécie de leguminosa do gênero Acacia, pertencente à família Fabaceae.